# Ferdinand Bouilliez
Ferdinand Bouilliez est un homme politique français né le 23 janvier 1839 à Izel-lès-Hameau (Pas-de-Calais) et décédé le 16 octobre 1908 à Izel-lès-Hameaux.
Agriculteur, il est conseiller d'arrondissement dès 1867. Maire d'Izel-les-Hameaux, il est conseiller général en 1889. Il est également très investi dans les structures agricoles, occupant le poste de président de la fédération des sociétés agricoles du Pas-de-Calais. Il est sénateur du Pas-de-Calais de 1891 à 1908, inscrit au groupe de l'Union républicaine et intervient surtout sur les questions agricoles.

## Sources
- « Ferdinand Bouilliez », dans le Dictionnaire des parlementaires français (1889-1940), sous la direction de Jean Jolly, PUF, 1960 [détail de l’édition]